# Aksay
Aksay (en chino, 阿克塞; pinyin, Āk'sāi ; en kazajo: اقساي, romanizado: Aqsai) 
es un condado autónomo bajo la administración de la ciudad-prefectura de Jiuquan en la provincia de Gansu, República Popular China, con una población censada en noviembre de 2010 de 10 545 habitantes.
Se encuentra situada en el norte de la provincia, cerca de la frontera con las provincias de Qinghai y Sinkiang, y del desierto de Gobi.

## Toponimia
Aksay toma su nombre de la región Aksai Chin. Muhammad Amin, un guía Yarkandi explicó su significado como "el gran desierto de arena blanca". El lingüista George van Driem afirma que el nombre pretendido por Amin es Aqsai Chöl (uigur: ақсай ч֩л) que podría significar "desierto de barranco blanco", la palabra chöl para desierto parece haber sido corrompida en la transliteración a "Chin".
Algunas fuentes han interpretado que Aksay tiene el significado uigur de "piedra blanca".  Algunas fuentes modernas lo interpretan en el sentido de "arroyo blanco". Al menos una fuente interpreta que Aksai significa "oriental" en el dialecto uigur.
Como las otras regiones autónomas, se caracteriza por estar asociada a un grupo étnico minoritario, en este caso, los Kazajos. La región recibió la condición de "autónomo" el 26 de abril de 1954 cuando se fundó la región autónoma kazaja de Aksay, que luego cambió a condado en 1955.

## Administración
El condado de Aksay divide en 3 pueblos que se administran en 1 poblado y 2 villas.
- Poblado Hongliuwan (红柳湾镇)
- Villa Akqi (阿克旗乡)
- Villa Alteng (阿勒腾乡)